# Nannacara anomala
Nannacara anomala Regan, 1905 è un pesce di acqua dolce appartenente alla famiglia Cichlidae ed alla sottofamiglia Cichlinae.

## Habitat e Distribuzione
Proviene dai fiumi della Guyana, in Sud America, dove si trova soprattutto nelle zone pianeggianti.

## Descrizione
Presenta un corpo giallastro, compresso lateralmente, abbastanza alto ma non particolarmente allungato. La testa è piccola con gli occhi grandi, il dorso arcuato, le pinne giallastre e trasparenti. La pinna dorsale è alta e lunga, e termina con una punta, mentre la pinna caudale è arrotondata. La pinna anale è della stessa forma di quella dorsale, ma decisamente più corta.
Non supera i 7,5 cm.
Il dimorfismo sessuale è meno evidente che in altre specie di ciclidi; ma il maschio è più grande e sui fianchi presenta delle scaglie azzurre iridescenti. La femmina invece, è completamente gialla eccetto una linea più scura orizzontale che attraversa il corpo partendo dal peduncolo caudale.

## Biologia

### Comportamento
Ha un temperamento pacifico, ma le femmine possono diventare molto aggressive quando stanno di guardia a uova ed avannotti.

### Alimentazione
Si nutre di invertebrati acquatici come crostacei, vermi ed insetti.

### Riproduzione
È un pesce oviparo, e la fecondazione è esterna. Appena prima della riproduzione la femmina, che può deporre fino a 300 uova, diventa più scura. Dopo la fecondazione si occupa delle uova e degli avannotti, mentre il maschio sorveglia il territorio.

## Acquariofilia
È comune negli acquari; infatti rimane di piccole dimensioni ed è adatto a vivere anche con altre specie.